# Атанасий Кирхер
Атанасий Кирхер (на немски: Athanasius Kircher) е германски йезуитски учен и енциклопедист, който публикува около 40 важни труда, от които най-известни са онези в областта на сравнителното религиознание, геологията и медицината. Кирхер е сравняван с йезуитския си колега Руджер Йосип Бошкович и с Леонардо да Винчи, поради огромния му обхват на интереси и е удостояван с титлата „Майстор на сто занаята“. Той преподава над 40 години в Романския колеж, където създава кабинет на куриозите.
Кирхер твърди, че е дешифрирал египетски йероглифи на древния египетски език, но повечето от предположенията и преводите му в тази област по-късно са открити за неверни. Обаче той правилно установява връзката между древноегипетския и коптския език и е смятан от някои за основател на египтологията. Кирхер се интересува и от китаистика и написва енциклопедия за Китай, в която отбелязва ранното присъствие там на несторианци, докато се опитва да установи връзката между Египет и християнството.
Работата на Кирхер в областта на геологията включва изучаване на вулкани и вкаменелости. Един от първите хора, наблюдавали микроби през микроскоп, Кирхер изпреварва времето си, като предполага, че Черната смърт се причинява от инфекциозен микроорганизъм и предлагайки ефективни мерки срещу разпространяването на болестта. Кирхер проявява и страстен интерес към технологията и механическите изобретения. Неговите изобретения включват магнитен часовник, различни автомати и първия мегафон. Изобретяването на вълшебния фенер често погрешно се приписва на Кирхер, макар той наистина да провежда изследване на принципите, играещи роля в неговото Ars Magna Lucis et Umbrae.
Бидейки научна звезда за времето си, към края на живота си той е помрачен от рационализма на Рене Декарт и други. Към края на 20 век обаче, естетичните качества на работата му започват да се оценяват повече.

## Биография
Кирхер е роден на 2 май 1601 или 1602 г. (самият той не знае) в Гайза, близо до Фулда, Свещена Римска империя. Учи в Йезуитския колеж във Фулда от 1614 до 1618 г., когато влиза в новициата на обществото.
Най-малкото от девет деца, Кирхер изучава вулканите, което се дължи на страстта му по скалите и изригванията. Учи иврит от равин в допълнение към предметите му в училище. Той учи философия и теология в Падерборн, но заминава за Кьолн през 1622 г., за да избегне настъплението на протестантите.
От 1622 до 1624 г. Кирхер е изпратен да започне периода си на йезуитско регентство в Кобленц като учител. Това е последвано от назначение в Хайлбад Хайлигенщат, където той преподава математика, иврит и староармейски и прави шоу с фойерверки и движещи се декори за посещението на курфюрста на Майнц, показвайки ранни доказателства за интереса си от механически устройства. Той е ръкоположен в духовенството на католическата църква през 1628 г. и става професор по етика и математика във Вюрцбургския университет, където също преподава иврит и староарамейски. След 1628 г. започва да проявява интерес към египетските йероглифи.
През 1631 г., когато все още е във Вюрцбург, Кирхер получава пророческо видение с ярка светлина и въоръжени конници в града. Малко след това Вюрцбург е нападнат и превзет, за което на Кирхер се приписва предвиждането на бедата чрез астрологията, макар самият Кирхер да настоява, че не е разчитал на този занаят. През същата година Кирхер публикува първата си книга, Ars Magnesia, изследваща магнетизма, но след като е застигнат от Тридесетгодишната война, е отпратен в университета на Авиньон във Франция. През 1633 г. е извикан във Виена от император Фердинанд II, за да замести Йоханес Кеплер като математик в Хабсбургския двор. С намесата на Никола-Клод Фабри дьо Пейреск, заповедта е отменена, а Кирхер е изпратен вместо това в Рим, за да продължи изследователската си работа, но той вече е тръгнал на път за Виена.
По пътя си към Виена корабът му се отклонява от курса си и той пристига в Рим, преди да узнае за промененото решение. Той се установява в града до края на живота си и от 1634 г. преподава математика, физика и ориенталски езици в Романския колеж (днес Папски грегориански университет) за няколко години, преди да бъде освободен и да се отдаде на изследванията. Той изучава маларията и чумата.
През 1661 г. Кирхер открива развалините на църква, за която се смята, че е построена от император Константин I на мястото на видението на Евстатий Плакида за Исус Христос. Той събира пари за реконструкцията на църквата Santuario della Mentorella, а след смъртта му сърцето му е погребано в нея.

## Трудове
Кирхер публикува голям брой важни книги, касаещи широко разнообразие от предмети, като например египтология, геология и теория на музиката. Неговият синкретичен подход пренебрегва границите между дисциплините, които днес са конвенционални: неговият труд Magnes, например, е привидна дискусия на магнетизма, но също изследва други форми на привличане като гравитация и любов. Може би най-добре познатият труд на Кирхер в днешно време е Oedipus Aegyptiacus, който представлява обширно изследване на египтологията и сравнителното религиознание.
Книгите му, написани на латински, стават известни през 17 век и допринасят за разпространението на научната информация към по-широк кръг от читатели. Днес не се счита, че Кирхер е направил някакви значителни оригинални приноси, макар редица открития и изобретения понякога погрешно да му се приписват.
В предговора на Ars Magna Sciendi Sive Combinatoria той поставя надписа:
| „ | Нищо не е по-красиво от това да знаеш всичко. | “ |

### Лингвистика и културни проучвания

#### Египтология
Последният познат образец на египетски йероглифи датира от 394 г., след което всякакви сведения за йероглифите са загубени. Докато Томас Йънг и Жан-Франсоа Шамполион не откриват ключа към йероглифите през 19 век, основният авторитетен източник е гръцкия граматик от 4 век Хораполон, чийто главен принос е погрешното схващане, че йероглифите са „картинно писмо“ и че бъдещите преводачи трябва да търсят значение в символите и картинките.
Първото съвременно проучване на йероглифите започва с Hieroglyphica (1556 г.) на Пиеро Валериано Болцани, а Кирхер е един от най-известните разшифровчици между древността и съвремието и най-известният египтолог за своето време. В книгата си Lingua aegyptiaca Restituta (1643 г.) Кирхер нарича йероглифите „този език досега неизвестен в Европа, при който има толкова картинки, колкото и букви, толкова загадки, колкото и звуци, толкова лабиринти за преодоляване, колкото и планини за изкачване“. Докато някои от идеите му дълго време са поставяни под съмнение, части от работата му се оказват ценни за по-късните изследователи, а Кирхер помага за установяването на египтологията като област на сериозни проучвания.
Интересът на Кирхер към египтологията започва през 1628 г., когато се заинтригува от колекция йероглифи в библиотеката на Шпайер. Научава коптски през 1633 г. и публикува първата граматика на този език през 1636 г. – Prodromus coptus sive aegyptiacus. Кирхер след това скъсва с интерпретацията на Хораполон за езика на йероглифите с труда си Lingua aegyptiaca restituta. Кирхер твърди, че коптският е запазил последното развитие на древноегипетския. Кирхер е считан за истинския основател на египтологията, тъй като проучването му е проведено преди откриването на Розетския камък, който лесно обяснява йероглифите на изследователите. Той също признава връзката между йератическата писменост и йероглифите.
Между 1650 и 1654 г. Кирхер публикува четири тома преводи от йероглифи в контекста на коптските си изследвания. Обаче, според някои учени, никой тях дори не се доближава до оригиналните текстове. В Oedipus Aegyptiacus, под влиянието на трудовете на Хораполон, Кирхер твърди, че древноегипетският е езикът, говорен от Адам и Ева, че Хермес Трисмегист е Мойсей и че йероглифите са окултни символи, които не могат да се преведат с думи, а могат само да се изразят със знаци, букви и фигури.
Въпреки че подходът на Кирхер при разшифроването на текстовете се основава на фундманелно погрешно схващане, някои съвременни учени описват Кирхер като пионер на сериозните изследвания на йероглифите. Данните, които той събира, по-късно се използва от Шамполион при успешните му усилия за разшифроване на писмеността. Според някои учени, именно заради работата на Кирхер, изследователите са знаели какво да търсят при интерпретирането на Розетския камък.
Кирхер също дейно участва при издигането на обелиски на римски площади, често добавяйки фантастични йероглифи със свой дизайн на празните места.

#### Китаистика
Кирхер проявява интерес в Китай отрано, казвайки на началника си през 1629 г., че желае да стане мисионер в тази страна. През 1667 г. той публикува трактат с пълно заглавие China monumentis, qua sacris qua profanis, nec non variis naturae & artis spectaculis, aliarumque rerum memorabilium argumentis illustrata, което е познато просто като China Illustrata. Това е труд с енциклопедична широчина, комбиниращ материали с несравнимо качество от точна картография до митични елементи като дракони. Трудът черпи изобилно от докладите на йезуити, работещи в Китай, особено Михал Бойм и Мартино Мартини.
China Illustrata набляга на християнските елементи от китайската история, както реални, така и въображаеми: книгата отбелязва ранното присъствие на несторианци в Китай, но също твърди, че китайците са потомци на синовете на Хам, че Конфуций е Хермес Трисмегист/Мойсей и че китайските букви са абстрахирани йероглифи.
В системата на Кирхер идеограмите са по-нисши от йероглифите, тъй като се отнася за определени идеи, а не за мистериозни комплекси от идеи, докато знаците на маите и ацтеките са още по-нисши пиктограми, които се отнасят само за обекти. Умберто Еко коментира, че тази идея отразява и поддържа етноцентричното отношение на европейците към китайските и американските цивилизации.

#### Библейски изследвания и тълкувания
През 1675 г. Кирхер публикува Arca Noë, което обобщава изследванията му върху Ноевия ковчег – след Контрареформацията, алегоричната интерпретация на Библията дава път на проучването на Стария завет като литературна истина сред библейските учени. Кирхер анализира размерите на ковчега. Основавайки се на броя познати видове за него, той изчислява, че претъпкването не би било проблем. Той също дискутира логистиката на пътуването с ковчега, спекулирайки дали е бил доведен допълнителен добитък за хранене на хищниците и какъв би бил ежедневния график на хранене и обгрижване на животните.

#### Други културни прочувания
Йоханес Маркус Марци изпраща на Кирхер ръкописа на Войнич през 1666 г. с надеждата, че той ще успее да го разшифрова. Ръкописът остава в Романския колеж до 1870 г., когато Виктор Емануил II анексира Папската държава. В своята Polygraphia nova (1663 г.), Кирхер предлага създаването на изкуствен универсален език.

### Физични науки

#### Геология
По време на посещение в Южна Италия през 1638 г. Кирхер се спуска в кратера на Везувий, който тогава е на ръба на изригване, за да изследва вътрешността му. Той се заинтригува от подземния грохот, който чува при Месинския пролив. Геоложките и географските му проучвания кулминират в труда му Mundus Subterraneus от 1664 г., в който той предполага, че приливите и отливите се причиняват от движението на водата към и от подземния океан.
Кирхер се интересува и от вкаменелости. Той разбира, че те са остатъци от животни, но приписва по-големите кости на гигантска човешка раса. Всъщност, не всички обекти, които се опитва да обясни, са вкаменелости, което води да разнообразие от обяснения. Той интерпретира планинските вериги като скелетната структура на Земята, която е оголена от изветряне.
Mundus Subterraneus включва няколко страници относно легендарния остров Атлантида, включително карта с надпис на латински, гласящ „Местоположение на остров Атлантида в морето от египетски източници и описанието на Платон“.

#### Биология
В книгата си Arca Noë Кирхер твърди, че след наводнението се образуват нови видове, когато старите видове се местят в различна среда – например, когато елен се премести в по-студен климат става лос. Освен това той смята, че много видове са хибриди от други видове – например, броненосецът е комбинация от костенурка и бодливо прасе. Той също поддържа теорията на произволното самозараждане. Поради тези хипотези, някои историци считат Кирхер за прото-еволюционист.

#### Медицина
Кирхер поема забележително съвременен подход при изучаването на болестите, използвайки микроскоп още през 1646 г. за да изследва кръвта на жертвите на Черната смърт. В книгата си Scrutinium Pestis от 1658 г. той отбелязва присъствието на „малки червейчета“ или „микроскопични животни“ в кръвта и заключава, че болестта се причинява от микроорганизми. Заключението му е вярно, макар че е много вероятно той всъщност да е наблюдавал червени или бели кръвни телца, а не агента на болестта, Yersinia pestis. Той също предлага хигиенни мерки за предотвратяване на разпространението на болестта, като например изолация, карантина, изгаряне на дрехите, носени от инфектираните, и носене на маска против вдишване на микробите.

### Технология
През 1646 г. Кирхер публикува Ars Magna Lucis et Umbrae относно показването на изображения на екран, използвайки апарат, подобен на магическия фенер на Кристиан Хюйгенс и други. Кирхер описва конструирането на „катотрофна лампа“, която използва отражение за прожектиране на изображения върху стена в затъмнена стая. Макар Кирхер да не е изобретил устройството, той внася подобрения у предишните модели и предлага методи, чрез които изложителите могат да използват устройството. Голяма част от значението на работата му произтича от рационалния подход на Кирхер към демистификацията на проектираните изображения. Преди това такива изображения се използват в Европа за имитиране на свръхестествени фигури. Кирхер подчертава, че изложителите трябва да информират наблюдателите, че такива изображения са чисто естествени, а не магически.
Кирхер също конструира магнитен часовник, чийто механизъм обяснява в труда си Magnes (1641 г.). Устройството първоначално е изобретено от друг йезуит, Линус Лиежки, и е описано от негов познат през 1634 г. Началникът на Кирхер твърди, че движението на часовника поддържа Коперниковия космологичен модел, като аргументът му е, че магнитната сфера в часовника се върти вследствие на магнитна сила от Слънцето.
Моделът на Кирхер опровергава хипотезата, показвайки, че движението може да се породи от воден часовник в основата на устройството. Въпреки че Кирхер се обявява срещу Хелиоцентричната система в Magnes, като вместо това поддържа идеята на Тихо Брахе, неговият по-късен труд Itinerarium extaticum (1656 г.) представя няколко системи, включително Хелиоцентричната, като отделни възможности.
Musurgia Universalis (1650 г.) излага вижданията на Кирхер за музиката: той вярва, че хармонията на музиката отразява пропорциите на вселената. Книгата включва планове за конструиране на автоматични музикални органи, задвижвани с вода, нотни записи на птичи песни и диаграми на музикални инструменти. Една илюстрация показва разликите между ушите на хората и тези на животните. В труда си Phonurgia Nova (1673 г.) Кирхер допуска възможността за предаване на музика до отдалечени места.
Други машини, проектирани от Кирхер, включват еолова арфа, автомати, като например статуя, която говори и слуша чрез говорител, и прототипи на вечен двигател и котешко пиано. В последния случай той обмисля забиването на колчета в опашките на котките, които биха скимтели с определена височина, но Кирхер така и не построява този инструмент.
Във Phonurgia Nova Кирхер изучава акустичните феномени. Той изследва употребата на рогове и конуси за увеличаване на звука с архитектурни приложения. Проучва и феномена на ехо в стаи с куполи в различни форми, включително заглушаващия ефект на елиптичен купол от Хайделберг. В една част също дискутира терапевтичното влияние на музиката.

### Комбинаторика
Макар работата на Кирхер да не се основава на математиката, той разработва различни системи за генериране и броене на всички комбинации от ограничен набор от обекти (т.е. крайно множество), базирайки се на предишната работа на Раймонд Лулий. Неговите методи и диаграми се дискутират в Ars Magna Sciendi, sive Combinatoria от 1669 г. Те включват това, което може да се определи като първите записани рисунки на пълни двустранни графики, разширявайки подобна техника, използвана от Лулий за визуализиране на пълни графики. Кирхер прилага комбинаториката и в своето устройство Arca Musarithmica за алеаторна музика, което е способно да произвежда милиони църковни химни като комбинира случайно избрани музикални фрази.

## Наследство
През по-голямата част от професионалния си живот, Кирхер е една от научните звезди за времето си. Значимостта му е двойна: за резултатите от собствените си експерименти той добавя информация, придобита от кореспонденцията си с над 760 учени, физици и най-вече колеги йезуити от всички части на света. Трудовете му са изключително популярни и той е първият учен, който успява да се издържа чрез продажба на книгите си. Към края на живота на Кирхер, акциите му спадат, докато рационалисткият подход на Рене Декарт започва да доминира. До 20 век Кирхер като цяло е пренебрегван.